# Gruppo dell'Adula
Il Gruppo dell'Adula (in tedesco Adula-Gruppe) è un massiccio montuoso delle Alpi Lepontine. Si trova in Svizzera (Canton Grigioni e Canton Ticino). Prende il nome dall'Adula, montagna più significativa del gruppo.

## Geografia

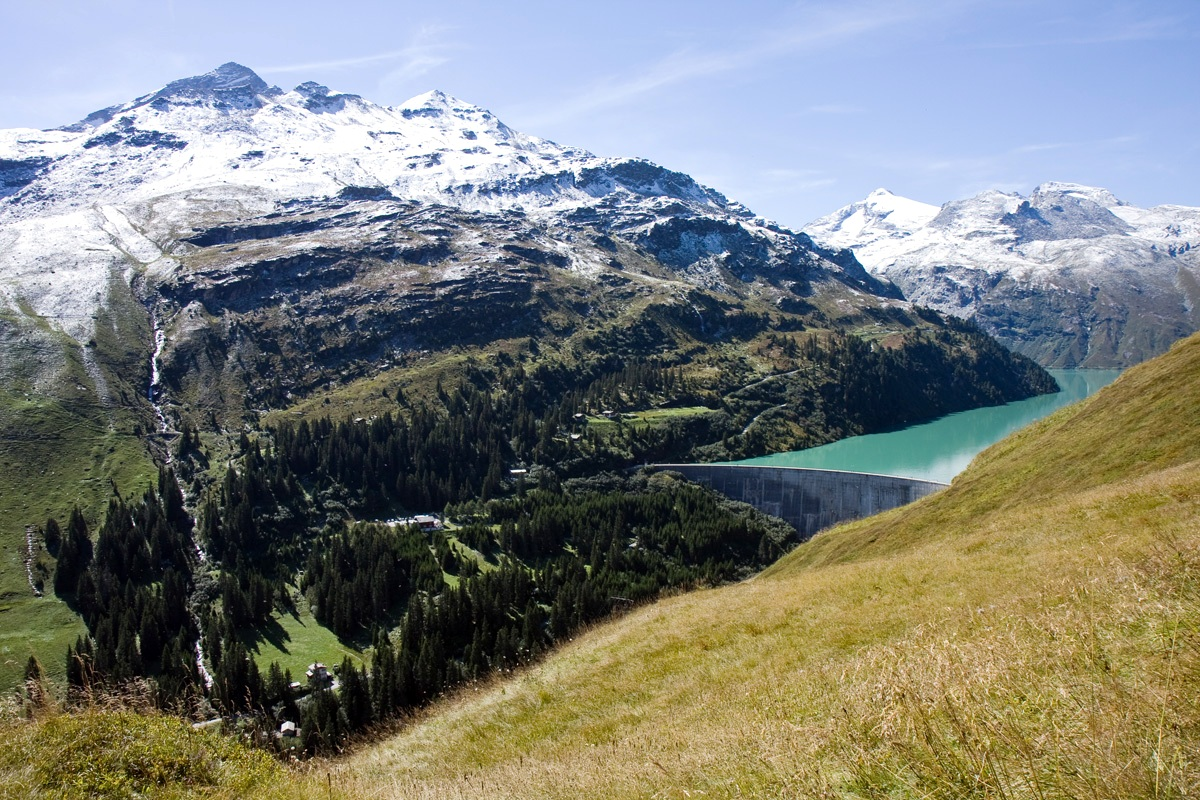
Güferhorn

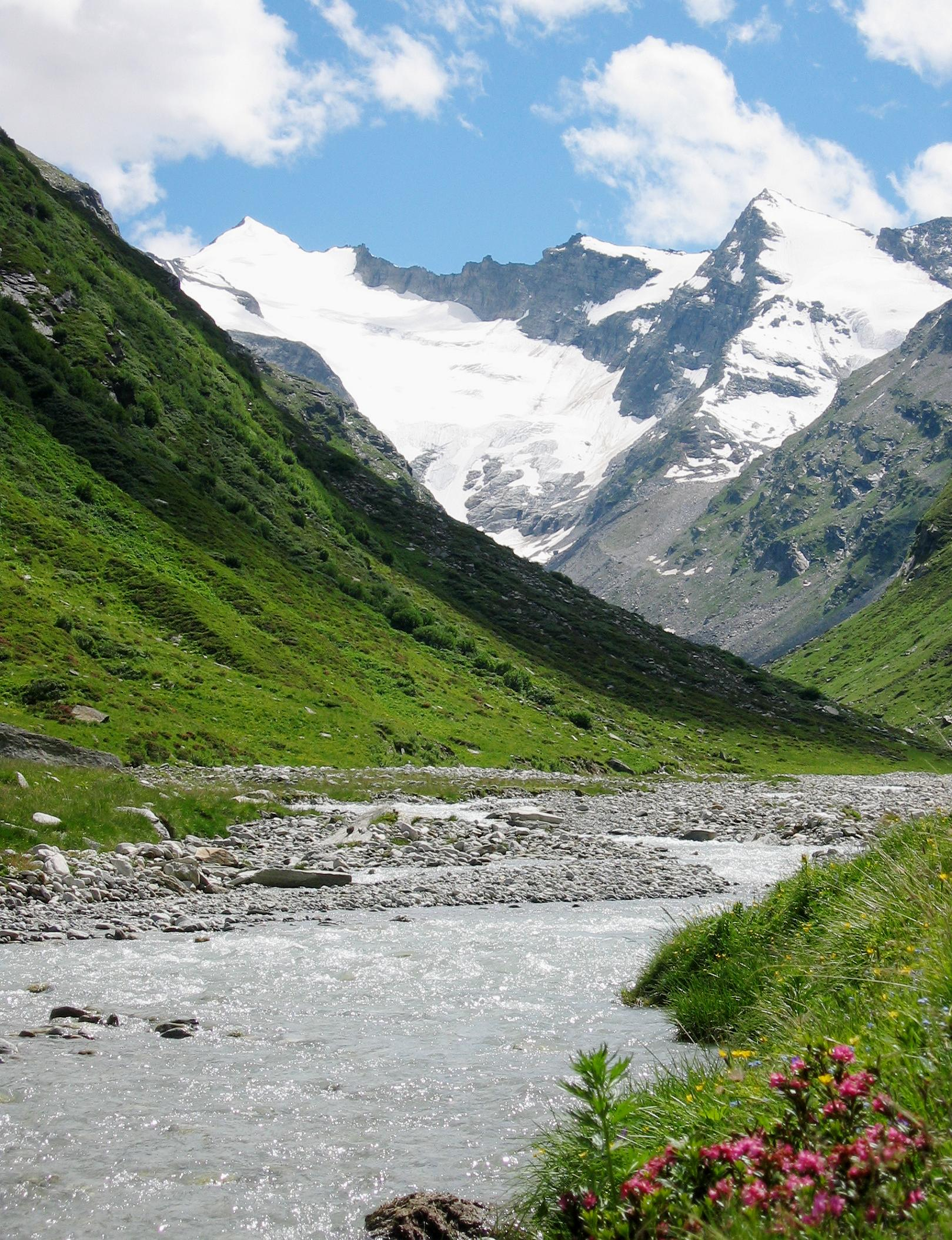
Grauhorn

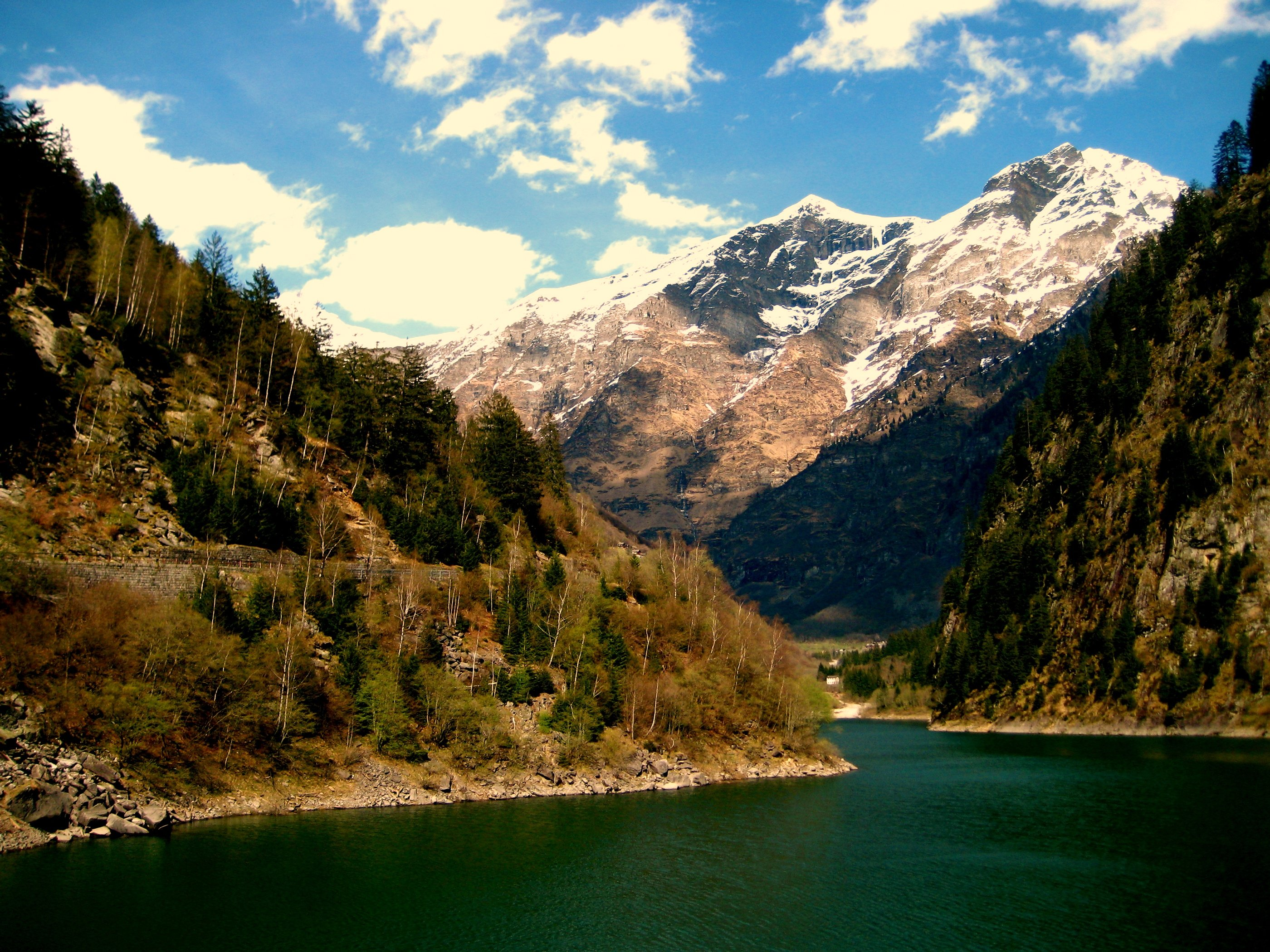
Cima Rossa

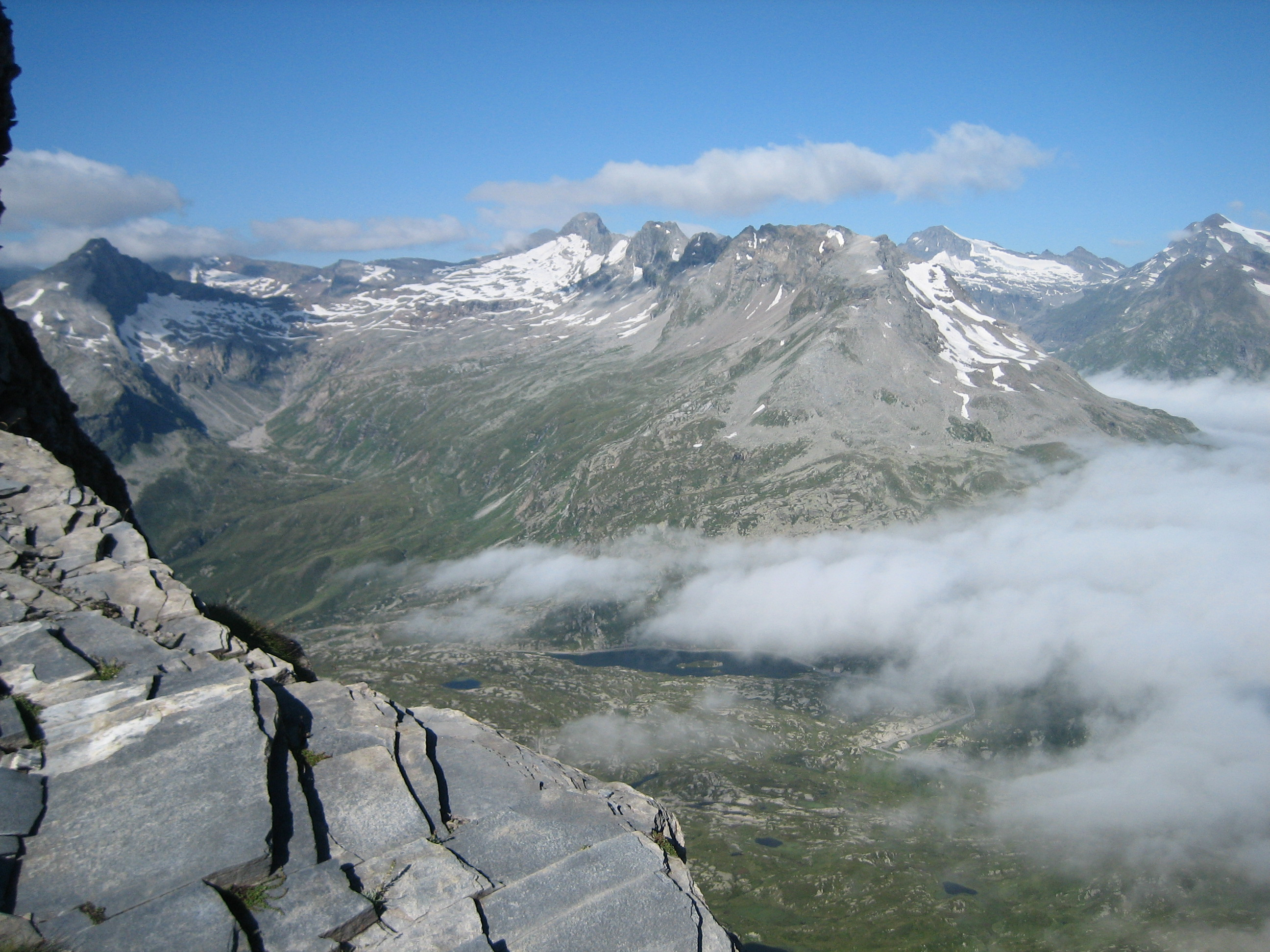
Pizzo Zapport

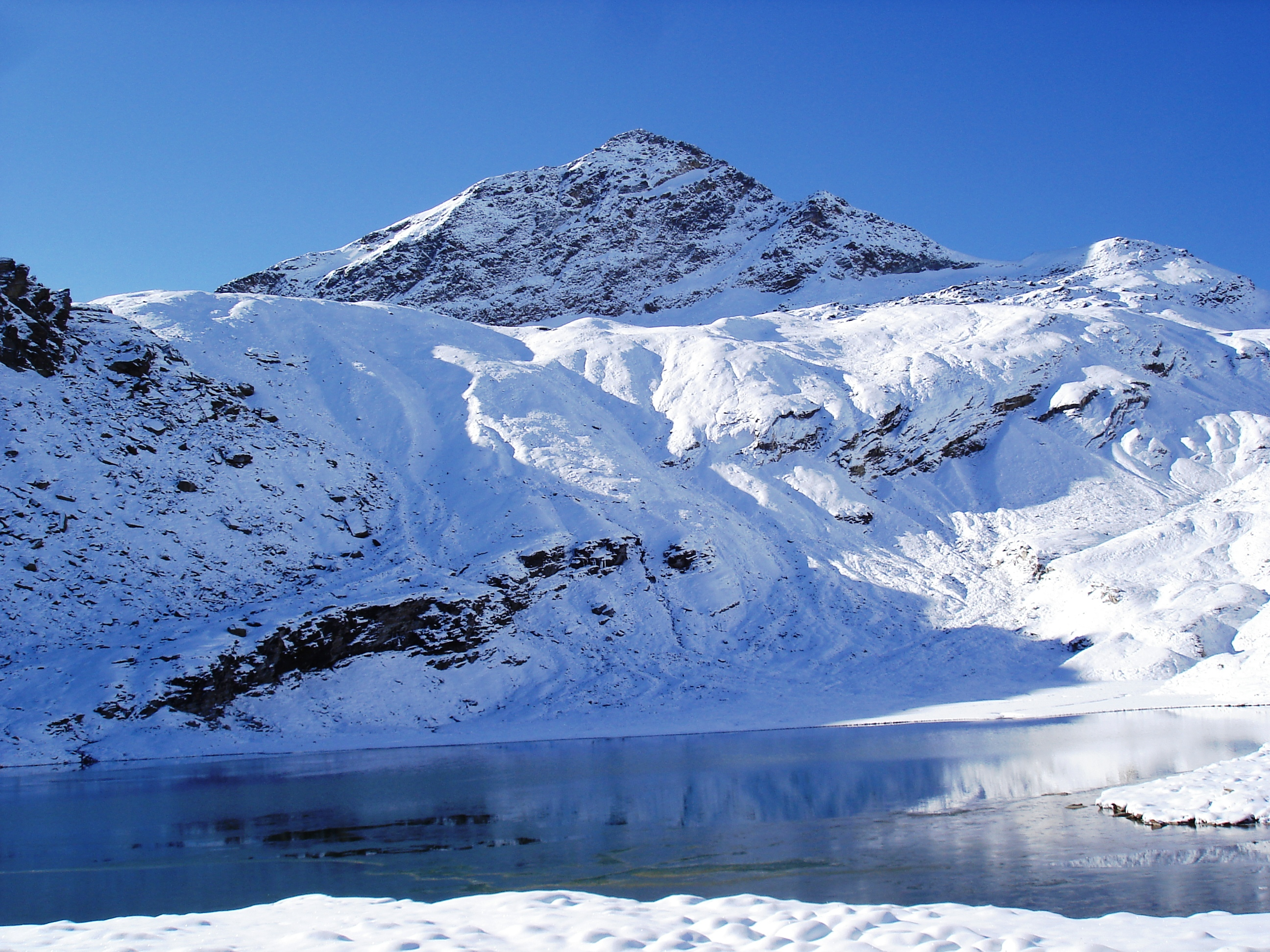
Fanellhorn

Il massiccio raccoglie le montagne tra la Valle Riviera ed il Passo del San Bernardino.
Ruotando in senso orario i limiti geografici sono: Passo del San Bernardino, Valle Mesolcina, Valle Riviera, torrente Brenno, Passo Soreda, alta Valle di Vals, Valserberg, Passo del San Bernardino.

## Classificazione
La SOIUSA individua il Gruppo dell'Adula come un supergruppo alpino e vi attribuisce la seguente classificazione:
- Grande parte = Alpi Occidentali
- Grande settore = Alpi Nord-occidentali
- Sezione = Alpi Lepontine
- Sottosezione = Alpi dell'Adula
- Supergruppo = Gruppo dell'Adula
- Codice = I/B-10.III-B

## Suddivisione
Il gruppo montuoso è suddiviso in quattro gruppi e sette sottogruppi:
- Gruppo dell'Adula in senso stretto (3)
  - Catena centrale dell'Adula (3.a)
  - Costiera di Pinaderio (3.b)
  - Costiera delle Grane (3.c)
- Gruppo Güferhorn-Fanellhorn (4)
- Gruppo Zapporthorn-Groven (5)
  - Gruppo dello Zapporthorn (5.a)
  - Catena Rodond-Gagela-Groven (5.b)
- Gruppo Fraciòn-Torrone Alto (6)
  - Costiera Puntone dei Fraciòn-Cima dei Cogn (6.a)
  - Costiera del Torrone Alto (6.b)

## Monti
- Adula - 3.402 m
- Güferhorn - 3.379 m
- Grauhorn - 3.260 m
- Puntone dei Fraciòn - 3.202 m
- Rheinquellhorn - 3.200 m
- Cima Rossa - 3.161 m
- Pizzo Zapport - 3.152 m
- Pizzo di Cassimoi - 3.129 m
- Fanellhorn - 3.124 m
- Punta dello Stambecco - 3.107 m
- Cima dei Cogn - 3.063 m
- Chilchalphorn - 3.040 m
- Marscholhorn - 2.970 m
- Torrone Alto - 2.950 m
- Fil di Remia - 2.939 m
- Piz di Strega - 2.912 m
- Piz da Termin - 2.899 m
- I Rodond - 2.830 m
- Cima de Gagela - 2.805 m
- Pizzo di Claro - 2.727 m
- Pizzo di Campedell - 2.724 m
- Piz de Groven - 2.694 m
- Cima di Biasca - 2.574 m
- Cima di Pinadee - 2.486 m